# Cameraria lentella
Cameraria lentella là một loài bướm đêm thuộc họ Gracillariidae. Nó được tìm thấy ở Québec và Hoa Kỳ (bao gồm Illinois, New Jersey, New York, Ohio, Arizona, Georgia, Maine, Maryland, Vermont, Connecticut và Washington).
Sải cánh dài 6.5–7 mm.

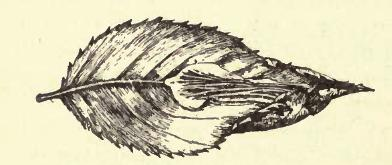
Mine

Ấu trùng ăn Ostrya species (bao gồm Ostrya virginiana. Chúng ăn lá nơi chúng làm tổ.